# NGC 2859
NGC 2859 (również PGC 26649 lub UGC 5001) – galaktyka soczewkowata (RSB0), znajdująca się w gwiazdozbiorze Małego Lwa. Odkrył ją William Herschel 28 marca 1786 roku.